# Pilar Gómez

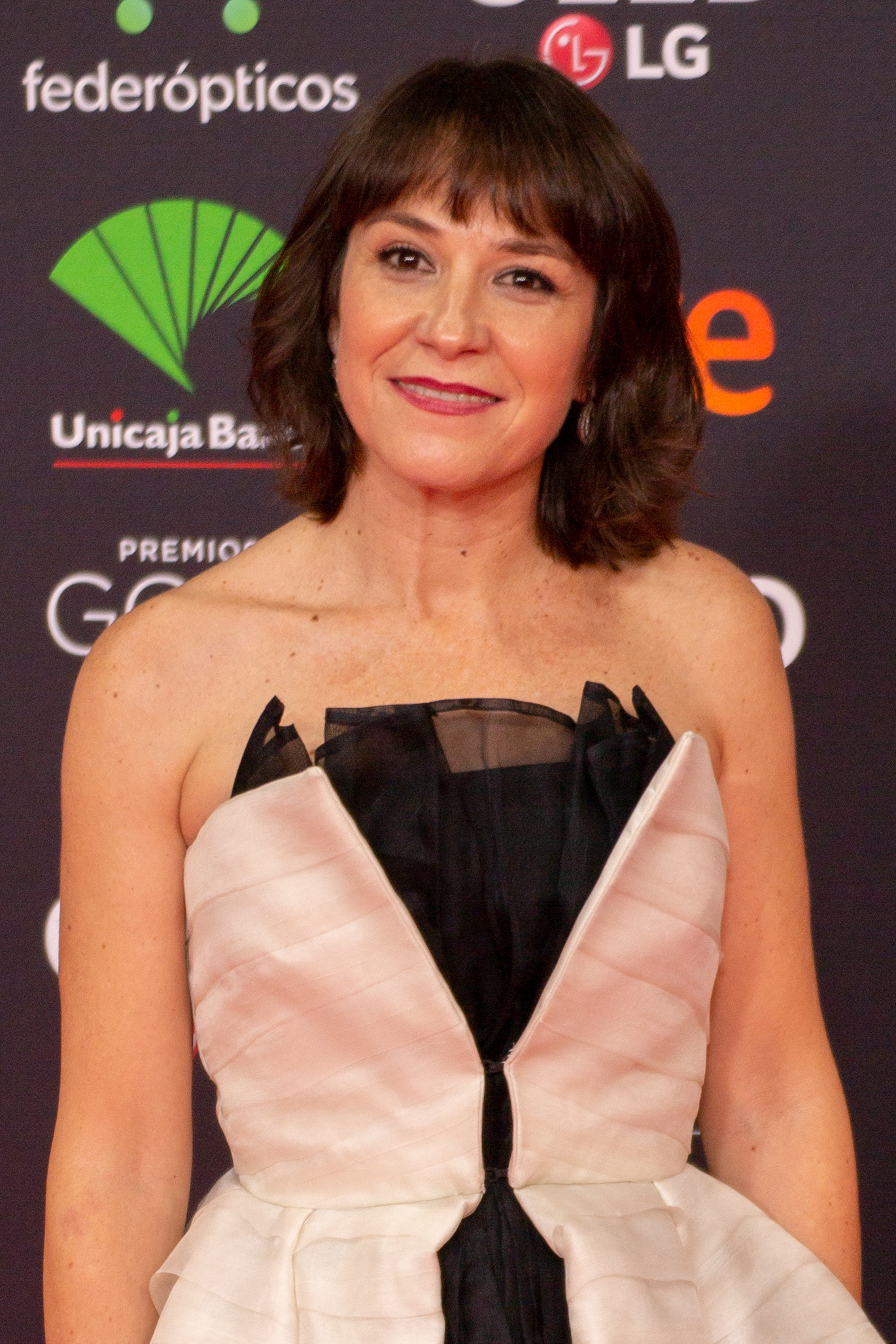
Pilar Gómez

Pilar Gómez (* 12. September 1974 in Huelva) ist eine spanische Schauspielerin.

## Leben
Pilar Gómez wuchs in der südspanischen Großstadt Huelva auf, wo sie ihre schulische Laufbahn abschloss.
Anfang der 1990er-Jahre zog sie nach Sevilla, wo sie an einer Schauspielschule ihre professionelle Schauspielausbildung absolvierte. Seit 1996 hat sie als Schauspielerin vor der Kamera in bislang mehr als 40 Film-und-Fernsehproduktionen mitgewirkt. 2018 spielte sie in Arde Madrid mit.
Anschließend trat sie 2019 in dem Film Adiós – Die Clans von Sevilla auf. Unter anderem bekam sie 2021 eine Rolle in 1000 km weit weg von Weihnachten. Gómez ist vereinzelt auch als Bühnendarstellerin an verschiedenen Theaterhäusern tätig. Gómez ist auch als Drehbuchautorin und Schauspielcoach tätig. Außerdem hat Gómez zwei Actors and Actorses Union Awards als Beste Nebendarstellerin gewonnen. 2020 war sie für den Goya-Filmpreis nominiert.

## Filmografie (Auswahl)
- 2012: Blancanieves
- 2017: La Zona – Do not cross (8-teilige Miniserie)
- 2018: Arde Madrid (Fernsehserie)
- 2019: Adiós – Die Clans von Sevilla (Adiós)
- 2020: That was life
- 2021: 1000 km weit weg von Weihnachten (A mil kilómetros de la Navidad)